# Bridie O’Donnell
Bridie O’Donnell (* 29. April 1974 in Corinda) ist eine ehemalige australische Radsportlerin, die im Straßenradsport aktiv war. Am 22. Januar 2016 stellte sie einen neuen Stundenweltrekord über 46,882 Kilometer auf.

## Sportlicher Werdegang
Bridie O’Donnell wurde durch die Olympischen Spiele in Sydney inspiriert, Leistungssport zu betreiben. Zu diesem Zweck zog sie von ihrem Heimatort Brisbane nach Melbourne. Sie wurde eine erfolgreiche Ruderin, verlor aber nach fünf Jahren den Spaß, „five years of cold mornings and calloused hands“. Also wandte sie sich dem Radsport zu, da dieser „leichter“ sei als andere. Zunächst einmal startete sie bei Ironman-Events. Als sie die nötige Kraft und Ausdauer erlangt hatte, bewarb sie sich beim Australian Institute of Sport. Ab 2008 arbeitete sie zudem als Ärztin. Als ihre sportlichen Ziele nannte sie einen Weltmeistertitel sowie die Teilnahme an Olympischen Spielen, was sie jedoch bisher beides nicht erreichte.
Bis 2006 errang O’Donnell drei Titel als Ozeanienmeisterin und wurde 2008 australische Meisterin im Einzelzeitfahren. 2007 belegte sie beim renommierten Zeitfahren Chrono des Nations Rang zwei.
Am 22. Januar 2016 stellte Bridie O’Donnell im Adelaide Super-Drome mit 46,882 Kilometern einen neuen Stundenweltrekord auf und verbesserte den bestehenden Rekord von Molly Shaffer Van Houweling vom 12. September 2015 um 608 Meter.

## Berufliches
Im November 2017 wurde die ausgebildete Ärztin Bridie O’Donnell erste Leiterin des neueingerichten Office for Women in Sport and Recreation (OWSR) der Regierung des australischen Bundesstaates Victoria. Diese Behörde strebt die Gleichberechtigung der Geschlechter in allen Funktionen im Sport an.

## Erfolge
2007
- Ozeanienmeisterin – Einzelzeitfahren

2008
- Australische Meisterin – Einzelzeitfahren

2009
- Ozeanienmeisterin – Einzelzeitfahren
- Ozeanienmeisterin – Straßenrennen
- eine Etappe Tour of Chongming Island

2011
- Ozeanische Radsportmeisterschaften – Einzelzeitfahren
- Ozeanische Radsportmeisterschaften – Straßenrennen

2012
- Ozeanische Radsportmeisterschaften – Einzelzeitfahren

2016
- Ozeanische Radsportmeisterschaften – Einzelzeitfahren

## Teams
- 2010 Valdarno Umbria
- 2011 Fassa Bortolo-Servetto

## Publikationen
- Life and Death. A cycling memoir. Slattery Media Group, 2018, ISBN 978-1-921778-67-4.